# Acontia wallengreni
Acontia wallengreni là một loài bướm đêm trong họ Noctuidae.